# Абракітов Андрій Юрійович
Андрі́й Ю́рійович Абракі́тов — майор Збройних сил України, учасник російсько-української війни. Повний лицар ордена Богдана Хмельницького.

## Бойовий шлях
Командир вертольота. Екіпаж вертольота МІ-8 у складі майора Муліка Василя Леонтійовича, майора Абракітова та капітана Кужелюка Сергія Анатолійовича під час боїв за Іловайськ 29—31 серпня 2014 року майже без перерв вивозили поранених і полеглих. 31 серпня ледве вдалося уникнути влучання з ПЗРК терористів.
Станом на березень 2017-го з дружиною та сином проживає в місті Броди.

## Нагороди
- Орден Богдана Хмельницкого I ступеня (14 червня 2025) — за особисту мужність, виявлену у захисті державного суверенітету та територіальної цілісності України, самовіддане виконання військового обов'язку[1].
- Орден Богдана Хмельницького II ступеня (30 вересня 2024) — за особисту мужність, виявлену у захисті державного суверенітету та територіальної цілісності України самовіддане виконання військового обов'язку[2].
- Орден Богдана Хмельницького III ступеня (2 грудня 2016) — за особистий внесок у зміцнення обороноздатності Української держави, мужність, самовідданість і високий професіоналізм, виявлені під час виконання військового обов'язку, та з нагоди Дня Збройних Сил України[3].
- Орден Данила Галицького (16 березня 2022) — за особисту мужність і самовіддані дії, виявлені у захисті державного суверенітету та територіальної цілісності України, вірність військовій присязі[4]